# Kiyokazu Kudō
Kiyokazu Kudō (jap. 久藤 清一, Kudō Kiyokazu; * 21. Juni 1974 in der Präfektur Hyōgo) ist ein ehemaliger japanischer Fußballspieler und -trainer.

## Karriere
Kudō erlernte das Fußballspielen in der Schulmannschaft der Chikuyo Gakuen High School. Seinen ersten Vertrag unterschrieb er 1993 bei Yamaha Motors (heute: Júbilo Iwata). Der Verein spielte in der zweithöchsten Liga des Landes, der Japan Football League. 1993 wurde er mit dem Verein Vizemeister der Japan Football League und stieg in die J1 League auf. Mit dem Verein wurde er 1997 japanischer Meister. 1998 gewann er mit dem Verein den J.League Cup. Im September 1998 wurde er an den Ligakonkurrenten Avispa Fukuoka ausgeliehen. 1999 kehrte er zu Júbilo Iwata zurück. Mit dem Verein wurde er 1999 japanischer Meister. Für den Verein absolvierte er 85 Erstligaspiele. Im Mai 2000 wechselte er zum Ligakonkurrenten Cerezo Osaka. 2001 erreichte er das Finale des Kaiserpokal. Am Ende der Saison 2001 stieg der Verein in die J2 League ab. 2002 wurde er mit dem Verein Vizemeister der J2 League und stieg in die J1 League auf. 2003 erreichte er das Finale des Kaiserpokal. Für den Verein absolvierte er 136 Spiele. 2006 wechselte er zum Ligakonkurrenten Avispa Fukuoka. Am Ende der Saison 2006 stieg der Verein in die J2 League ab. Für den Verein absolvierte er 172 Spiele. Ende 2010 beendete er seine Karriere als Fußballspieler.

## Erfolge
Júbilo Iwata
- J1 League

Meister: 1997, 1999
Vizemeister: 1998
- J.League Cup

Sieger: 1998
Finalist: 1994, 1997
Cerezo Osaka
- Kaiserpokal

Finalist: 2001, 2003